# Étang de Santa Giulia
Pour les articles homonymes, voir Santa Giulia (homonymie).
L'étang de Santa Giulia est une lagune corse située au sud de Porto-Vecchio et au nord de Bonifacio.

## Géographie
Cet étang se situe au fond du golfe de Santa Giulia dont il est séparé par un lido, sur le littoral oriental de l'île dans le Sud Corse.
Il est alimenté par les ruisseaux de Lezza (3 km), d'Alzellu (2,3 km) et de Vignarellu(4,2 km). 
Le site nommé « Santa Giulia » appartient au Conservatoire du littoral.
Il est aussi défini comme une Zone naturelle d'intérêt écologique, faunistique et floristique sous le nom « Étang de Santa Giulia » ZNIEFF 940004106 2e génération